# Мисс Интернешнл 2000

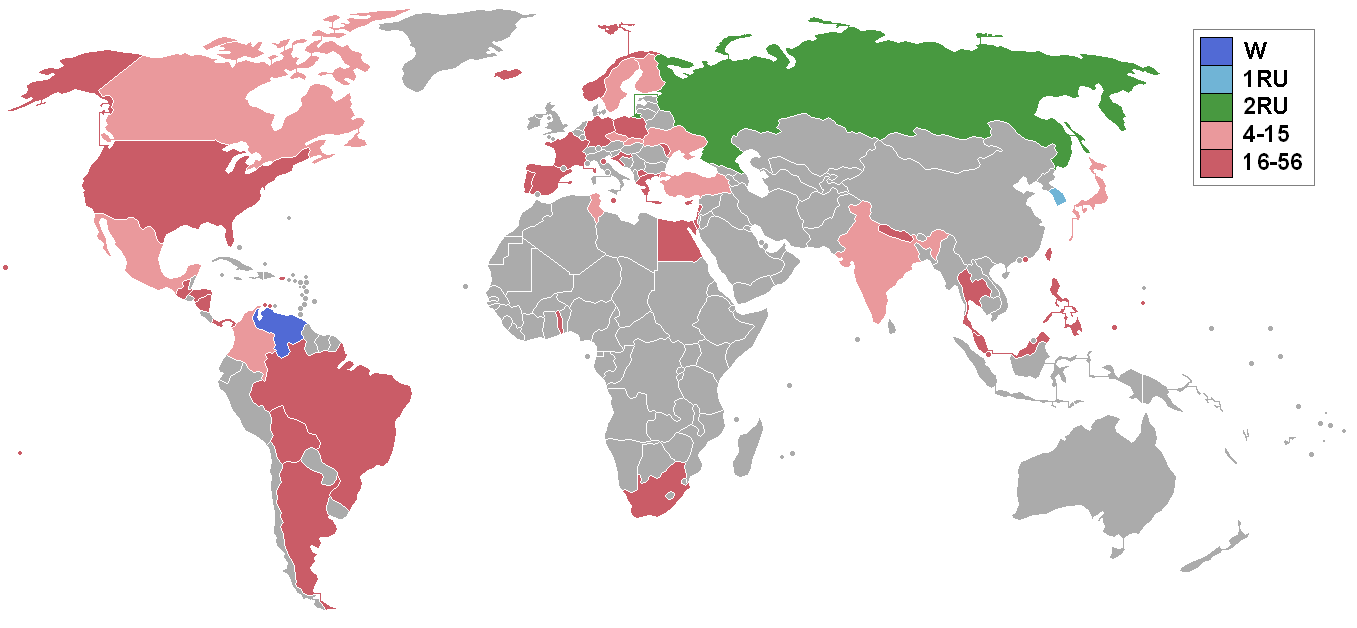
Страны-участницы Мисс Интернешнл

Мисс Интернешнл 2000 (англ. Miss International 2000) — 40-й международный конкурс красоты Мисс Интернешнл, проведённый 4 октября 2000 года в Токио (Япония), который выиграла Вивиан Урданета из Венесуэлы.

## Финальный результат
| Финальные результаты | Участница |
| -------------------- | --- |
| Мисс Интернешнл 2000 | - Венесуэла — Вивиан Урданета |
| 1-я Вице мисс        | - Республика Корея — Сон Тэ-Йонг |
| 2-я вице-мисс        | - Россия — Светлана Горева |
| Полуфиналистки       | - Канада — Анжелика Лакура - Колумбия — Каролина Крус Осорио - Чехия — Маркета Свободна - Финляндия — Кати Ниркко - Индия — Гаятти Джоши - Япония — Канако Сибата - Мексика — Летисия Муррай - Словакия — Мишель Стралова - Швеция — Габриэль Элизабет Хейнерборг - Тунис — Исмахеро Ламар - Турция — Улия Каранлик - Украина — Яна Анатольевна Разумовская |

## Специальные награды
| Награда                    | Участница                              |
| -------------------------- | -------------------------------------- |
| Лучший Национальный костюм | - Аруба — Каролина Франциска Альбертсц |
| Мисс Дружба                | - Германия — Дорен Адлер               |
| Мисс Фотогеничность        | - Республика Корея — Сон Тэ-Йонг       |

## Участницы
| - Аргентина — Наталья Сесиль Далла Костра - Аруба — Каролина Франциска Альбертсц - Боливия — Катерина Вильярроэль Меркес (SF Earth '01) - Бразилия — Мария Фернанда Шнайдер Шиаво - Канада — Анжелика Лакура (Top 8 Queen of the World '03) - Колумбия — Каролина Крус Осорио - Хорватия — Ана Груица - Кюрасао — Розелль Ангеле Августа - Кипр — Николетта Виолари (Intercontinental '02) - Чехия — Маркета Свободна - Египет — Хагар Ахмед Эль Тахер - Финляндия — Кэти Ханнель Ниркко - Франция — Татьяна Мишелин Бугер - Германия — Дориин Адлер - Греция — Димитра Китсиу - Гуам — Лиса Мари Леолини Камачо - Гватемала — Ясмин Алисия Ди Майо Бокка - Гавайи — Карли Маканани А Синг - Гондурас — Альба Марсела Руби Кастельон (Asia Pacific '01) - Гонконг — Эдит Хо Вай Вонг - Исландия — Анна Лиля Бьёрнсдоттир - Индия — Гаятри Анилкумар Джоши - Израиль — Дана Фаркаш - Япония — Канако Сибата - Республика Корея — Тэ-ён Шон - Ливан — Сахар Махмуд Аль-Газзави - Северная Македония — Саня Николик - Малайзия — Аида Станнис Казум - Мальта — Доминик Дезира | - Мексика — Летисия Муррай (Universe '00) - Молдова — Елена Андрей Унгурину - Непал — Ума Богати - Никарагуа — Mаринис Аргельо Сесар - Норвегия — Фрида Агнетта Йонсон - Палау — Элоиза Дилбодель Сеньор - Панама — Кристина Мари Соуса Бросе - Филиппины — Джоанна Мария Михарес Пеньялос - Польша — Эмилия Эвелина Расцинска (Universe '00) - Португалия — Таня Изабел Кампанашу Феррейра - Пуэрто-Рико — Росивелис Диас Родригес - Россия — Светлана Викторовна Горева (Universe '00, World '03) - Сан-Марино — Кьяра Валентини - Сингапур — Лоррейн Манн Лу Ку - Словакия — Михаела Стрхлова - ЮАР — Ирмари Стейл - Испания — Ракель Гонсалес Ровира - Швеция — Габриэль Элизабет Хейнерборг - Французская Полинезия — Хинарай Лебухер - Китайская Республика — Чианг Хсинг-Тинг (Universe '01) - Таиланд — Фонгкахорн Сарияват - Того — Памела Агнел Гунн - Тунис — Измахеро Ламар - Турция — Уля Каранлик - Украина — Яна Анатольевна Разумовская - США — Кристин Анн Кук (Intercontinental '99) - Венесуэла — Вивиан Урданета |

## Не участвовали
- Великобритания — Никола Джейн Уиллоуби (World 99)
- Доминиканская Республика — Еванна Мартинг
- Латвия — Инга Алспир
- Парагвай — Мария Летисия Альварес
- Тринидад и Тобаго — Алана Селби

## Замена
- Никарагуа — Лиссетт Бландо (over the 23-age limit)

## Участие в других конкурсах
| Мисс Вселенная 2000 - Мексика: Летисия Муррай (Лучший Национальный Костюм) - Польша: Эмилия Расцинска - Россия: Светлана Горева Мисс Вселенная 2001 - Китайская Республика: Хсин-Тинг Чианг | Мисс интерконтиненталь 1999 - США: Кристин Анн Кук Miss Mesoamérica 2001 - США: Кристин Анн Кук |

## Сноски
1. ↑  Miss International 2000 update. Philippine Headline News. 19 ноября 2000. Архивировано 3 марта 2016. Дата обращения: 3 марта 2011.